# 목운중학교
목운중학교(木雲中學校)는 대한민국 서울특별시 양천구 목동에 있는 공립 중학교다.

## 학교 연혁
- 2006년 8월 11일 : 목운중학교 학교설립인가(45학급, 개별학습반 1)
- 2009년 3월 1일 : 안세환 초대 교장 취임
- 2009년 3월 2일 : 제1회 입학식(15개 학급, 개별학습반 1)
- 2009년 5월 26일 : 목운중학교 개교식
- 2011년 5월 1일 : 서울특별시교육청 지정 『스마트러닝 정책 연구학교』 운영
- 2012년 2월 2일 : 제1회 졸업식(15개 학급, 608명)
- 2016년 3월 1일 : 미래창조과학부 요청 『스마트 미디어 청정학교 연구학교』 운영
- 2021년 1월 14일 : 제10회 졸업식(15개 학급(개별 학습반 포함), 450명)
- 2021년 3월 1일 : 김미옥 제5대 교장 취임
- 2022년 3월 2일 : 제14회 입학식(15개 학급(개별 학습반 포함), 442명)

## 참고 자료
- 목운중학교 - 한국교육학술정보원 학교알리미